# Maju (Sigumpar)
Maju is een bestuurslaag in het regentschap Toba Samosir van de provincie Noord-Sumatra, Indonesië. Maju telt 452 inwoners (volkstelling 2010).